# Три метра над небето
„Три метра над небето“ (на испански: Tres metros sobre el cielo) е съвременен испански игрален филм от 2010 година. Режисьор на филма е Фернандо Гонсалес Молина. Филмът е направен по едноименния роман на Федерико Моча. Римейк е на италианския филм „Ho Vogila di te“ (Желая те). В главните роли играят Марио Касас и Мария Валверде. През 2012 година излезе продължението на филма – „Три метра над небето - Искам теб“.
Уго Оливера, по прякор Аче („H“) е млад бунтовник и побойник, който се състезава с мотоциклети и живее своя живот сред момичета, алкохол и нехайство. Той случайно среща ученичката от частна гимназия Баби, от сравнително заможно семейство и между тях се завързва странна любовна връзка. Момичето започва да бяга от училище, да участва в мотоциклетните надбягвания и да излага живота си на опасност. Бунтовният характер на Аче, изпълен с насилие, се дължи на това, че той става свидетел на изневярата на майка си, след което пребива любовника ѝ и е осъден условно.
Заглавието на филма идва от изречението, което Уго произнася след тяхната първа нощ заедно:
| „ | Баби: Щастлива съм! Аче: Мисля, че аз съм по-щастлив! Баби: Не, аз много повече. Аче: Аз оттук до Барселона. Баби: Аз оттук до небето. Аче: Така ли!? Аз повече! Баби: Колко? Аче: На 3 метра над небето!. | “ |

Но техните светове са различни и връзката им е обречена... в края на филма Аче си дава сметка:
| „ | „И е точно тогава, точно в този момент, в който си даваш сметка, че нещата се случват само веднъж. И колкото и да се опитваш, никога вече няма да чувстваш същото. Никога вече няма да имаш усещането, че си на три метра над небето.“ | “ |